# 48 timmar igen
48 timmar igen (engelska: Another 48 Hours) är en amerikansk action från 1990 av Walter Hill med Eddie Murphy, Nick Nolte och Brion James m.fl.

## Handling
Jack Cates har blivit avstängd från polistjänst och samtidigt sitter Reggie Hammond åter på kåken men Jack vill fixa ut Reggie från kåken i 48 timmar för att få hjälp att komma åt knarkkungen Iceman. De attackeras både av knarkligan och av korrupta poliser men Jack och Reggie ger sig aldrig.

## Rollista
- Eddie Murphy – Reggie Hammond
- Nick Nolte – Jack Cates
- Brion James – Ben Kehoe
- Kevin Tighe – Blake Wilson
- Ed O'Ross – Frank Cruise
- David Anthony Marshall – Willy Hickok
- Andrew Divoff – Cherry Ganz
- Bernie Casey – Kirkland Smith
- Brent Jennings – Burroughs
- Ted Markland – Malcolm Price